# Dodge Challenger
A Dodge Challenger a Chrysler Corporation részének számító Dodge legendás sportautója volt az 1970-es években. Egyik az utolsóként utcára kerülő póniautók (Amerikában így nevezték a hosszú orral és ehhez képest kicsi hátsó résszel rendelkező sportkocsikat, mint például a Ford Mustang, Chevrolet Camaro, vagy a donor Plymouth Barracuda) közül, de a piacra kerülésének időpontja tökéletes volt. A motorválaszték széles skálát ölelt fel, a könnyen kezelhető hathengerestől egészen az erőteljes 426-os HEMI-ig.
Dodge Challenger
Sajnos túl későn debütált a Dodge új póniautója, a Challenger. A bemutatkozás éve 1970 volt, nem sokkal a már sokat emlegetett olajválság előtt. 1973-ig gyártották csupán ezt a szép autót.
A Challenger a Plymouth Barracuda alapjaira épült, igaz annál 5 cm-rel nagyobb volt a tengelytávja. A karosszéria hasonlósága rögtön feltűnik a két autó között, mindkettő úgynevezett "E-body"-val rendelkezett.
Több motor közül is választhatott a korabeli vásárló, szám szerint nyolcból. A 340 cui-es (5570 cm3) erőforrástól, mely 275 lóerős volt, egészen a 426 cui-es (7000 cm3) Hemi-ig, ez már 425 ló erejét tartalmazta.
A gyárban kifejlesztettek egy T/A jelzésű modellt is, mely a Trans Am versenyeken szerepelt. Ezeknek a gépeknek fekete színű, üvegszálas műanyagból volt a motorháztetejük. Három kéttorkú karburátoruk volt, ezért a "six pack" becenévvel is ellátták ezeket a gépeket. 440 cui-es (7200 cm3) six pack és 340 cui-es six pack is létezett, bár ezek lóerejét nem a valóságnak megfelelően tüntették fel. A 340-esre például 290 lóerőt adtak meg, de valójában 350 LE körül mozgott. Ez azért lehetett, mert akkoriban nem köbcenti után, hanem lóerő után fizették a biztosítást. A gyárak nem akarták ugyanis, hogy visszaessen az eladás, így szándékosan adtak meg kevesebb lóerőt.
Extraként lehetett "Shaker"-t is kérni, ez azt jelentette, hogy a légbeszívó kilógott a motorháztetőn keresztül a szabadba, a motor több levegőhöz juthatott, illetve láthatta a tulaj a motor mozgását is.
A színválasztékot tekintve, többek között ebből lehetett válogatni: Hemi narancs, Plum Crazy (Szilvaőrület), Green Go.

## Első generáció

### 1970
A Challengert a Plymouth Barracuda padlólemezére építették, de a tengelytáv két inch-csel megnőtt, nagyobb belső teret kölcsönözve ezáltal az autónak. Az autót keménytetős és nyitható tetejű változatban is árulták. Az erősített verzió volt az R/T (Road/Track), amelyhez még kiegészítő csomagot is lehetett rendelni, SE (Special Edition) néven. Ez bőrüléseket és bakelittetőt jelentett, egy kisebb, "formális" hátsó ablakkal, amelynek használati értéke elég csekély volt.
Az R/T Challengerekhez alapból a 335 lóerős, 383 köbinches motor járt. Viszont rendelhető volt hozzá két 440-es blokk is. A 440 Magnum, 375 lóerővel, és a három karburátoros Six Pack 390 lovat tartogatott (2035 vásárló választotta). A toplista csúcsát a 426-os HEMI jelentette, melyet összesen három és fél száz ember vásárolt meg, 1128$ felárért. A HEMI-hez és a 440-esekhez alapból a magas teljesítményhez tervezett "TorqueFlite" nevű automata váltót építették be, de akik igazán nyers autóvezetési élményt akartak megtapasztalni, azok számára rendelhető volt a négy sebességes Hurst manuális váltó. Az összes R/T változatba sportfutóműt szereltek, a 440-esekhez és a HEMI-hez 15 inch-es sportgumik is jártak, és elérhetőek voltak olyan extrák, mint a szervokormány és a tárcsafékek az első kerekekhez. Az R/T-hez továbbá alapfelszereltség volt a két nyílással rendelkező motorháztető, de ezekből a nyílásokból nem jutott levegő közvetlenül a légszűrőbe, valójában csak sportosság érzetét növelte. Azonban 97 dollárért igazán vérpezsdítő kiegészítőhöz lehetett hozzájutni, melynek gyakorlati haszna is volt a vizualitás mellett: a shakerhez, amely a motor légszűrőjére volt építve, és kilátszott a motorháztetőn lévő lyukon. A nevét arról kapta, hogy együtt mozgott a motorral gázadáskor.
Ezen verziókon felül létezik még egy típus, mely különbözik a többitől. Ugyanis a cég meghívást kapott egy amerikai sportautók számára rendezett versenybe (Sports Car Club of America's Trans American Sedan Championship), a Trans-AM bajnokságába. Az erre készített versenyautó utcai változatát is piacra dobták, mintegy az i-re feltéve a pontot, Challenger T/A (Trans-Am) néven. Az autóban a 340-es blokkot használták alapként, kiegészítve egy sor teljesítménynövelő alkatrésszel, mint például a már említett triplakarburátoros megoldás és az Edelbrock beömlőcső, mellyel megalkották a 340 Six Pack-et. A Dodge az autó teljesítményét 290 lóerőben határozta meg, mint az alap 340-esét is (meglepő módon a Chevrolet is így járt el a Camaro Z28-nál, és a Ford a Boss Mustang 302 esetében), de valójában az autó 350 lóerő körüli volt. (Ennek oka abban keresendő, hogy annak idején Amerikában a különböző díjakat nem a köbcenti, hanem a lóerő alapján határozták meg.) Az erőforrás az üvegszálas motorháztetőn vágott hatalmas beömlőnyíláson keresztül lélegzett. A dupla kipufogó csak látszat volt, ugyanis a hátsó lökhárítóknál lévő gyári kipufogódobok előtt a csövek visszafordultak, hogy a hátsó kerekek előtti "megafon" becenevű krómozott kivezetésekhez érjenek, és ezáltal mindenféle lefojtás nélkül távozzon az égéstermék a levegőbe.
A T/A verzióhoz is a "TorqueFlite" automata járt, vagy a Hurst-féle négyfokozatú kéziváltó. De a szervokormány továbbra is az extralistán maradt, szériában ez a verzió sem tartalmazta, ellentétben az első tárcsafékekkel. Az autóra a megnövekedett igénybevételhez tervezett speciális ralifutóműveket készítettek. A T/A volt az első sportkocsi, amelyhez eltérő méretű gumik tartoztak elöl és hátul. A megemelt hátsó felfüggesztés, a "kacsafarok" szárny, a rikító színek, az oldalsó csík, a motorháztető mind hozzájárultak az igazi "punk" kinézethez. A belső tér megegyezett az alap Challengerével. Sajnos a versenyre készült T/A nem bizonyult túl versenyképesnek, és az utcai verzió is irányíthatósági gondokkal küszködött: könnyen alulkormányzottá vált a gyors kanyarokban. A teljesítménye sem volt különösen kirívó, a negyed mérföldes sprintet semmivel sem futotta gyorsabban, mint akármelyik másik izomautó. Így a T/A utcai verzió csak 1970-ben volt vásárolható, mivel a következő években a Dodge már nem indult a Trans-Am versenyeken a Challengerrel.

### 1971
A '71-es évben sok jelentős változtatást hajtottak végre a kocsin, ezek közé tartozott például az új hűtőrács. A T/A verziót még ugyan reklámozták, de a hivatalos kereskedésekben már nem forgalmazták, és így jártak el az R/T lenyitható tetejű változatával is. SE csomagot azonban továbbra is lehetett rendelni, de csak az alap Challengerekhez. A keménytetős R/T színre fújt lökhárítókat, új fékhűtő légbelépőket (ezek csak díszek voltak, gyakorlati hasznuk nem volt), és új oldalcsíkokat kapott. Az R/T-khez alapból egy 383 köbinches motor járt, de a teljesítményét visszavették 300 lóerőre, mivel a kormány új szabványokat rendelt el, miszerint a motorok sűrítési viszonyát és teljesítményét csökkenteni kell a takarékosság jegyében. Európai szemmel nézve azonban még ezek a motorok sem voltak éppen spórolósak. A 440-es motor elérhető volt, melynek teljesítménye 385 lóerő volt (5 lóerővel kevesebb mint 1970-ben), és szintén megmaradt a HEMI is, melynek teljesítménye nem változott. De még ez sem tudta megállítani az eladások zuhanását, mely 60%-ra esett vissza, már a gyártás második évében. Kereskedők kisebb csoportja megkísérelte megnövelni az eladásokat, mégpedig úgy, hogy legyártattak az Indianapolis 500 versenyen induló verseny – és felvezetőautó Challengerek utcai, különlegesen felszerelt változatait (50 darab készült). Mindegyike „Hemi-narancs” festést kapott, és a belsejük fehérben pompázott, bár ezek közül csak kettőben voltak igazi teljesítménynövelő alkatrészek. Ez talán még jó ötletnek is bizonyult volna, de az egyik versenyen a felvezető Challenger kicsúszott, és nekiütközött egy újságírókkal teli páholynak, számos sérülést okozva ezzel. Így már sejthető, hogy emiatt még inkább visszaestek az eladások.

### 1972
Az autó elejének kialakítása megváltozott, az új hűtőrács két oldala lefelé ívelt, ami szintén nem bizonyult szerencsés húzásnak, ugyanis a kritikusok szerint ez is az autó szomorú elgyengülését mutatja. Az R/T verziót is kihúzták a listáról, és ezután már csak keménytetős Challengert lehetett kapni. Az R/T modellt egy új, raliverzióval kívánták pótolni, melybe egy elég gyengécske, 150 lóerős 318-as motor került. A legnagyobb kapható motor a 340-es lett, 240 lóerős teljesítménnyel, mely igen siralmas volt az előző évekhez képest.

### 1973
A Dodge Challenger 1973-ban is folytatta hanyatlását. A sikertelenség okán a Rally verziót készen már nem volt kapható, de a vásárlók az extra-lista alapján összeállíthatták maguknak. A legtöbb modell szintén a 318-as motort kapta. A 340-es is elérhető maradt változatlan teljesítménnyel, de ezt az év közepén lecserélték egy 360-as V8-asra, mely 240 lóerőt tudott leadni. Ez volt az egyetlen dolog, ami még életben tudta tartani az autót a keményebbé váló szabványok ellenére is.

### 1974

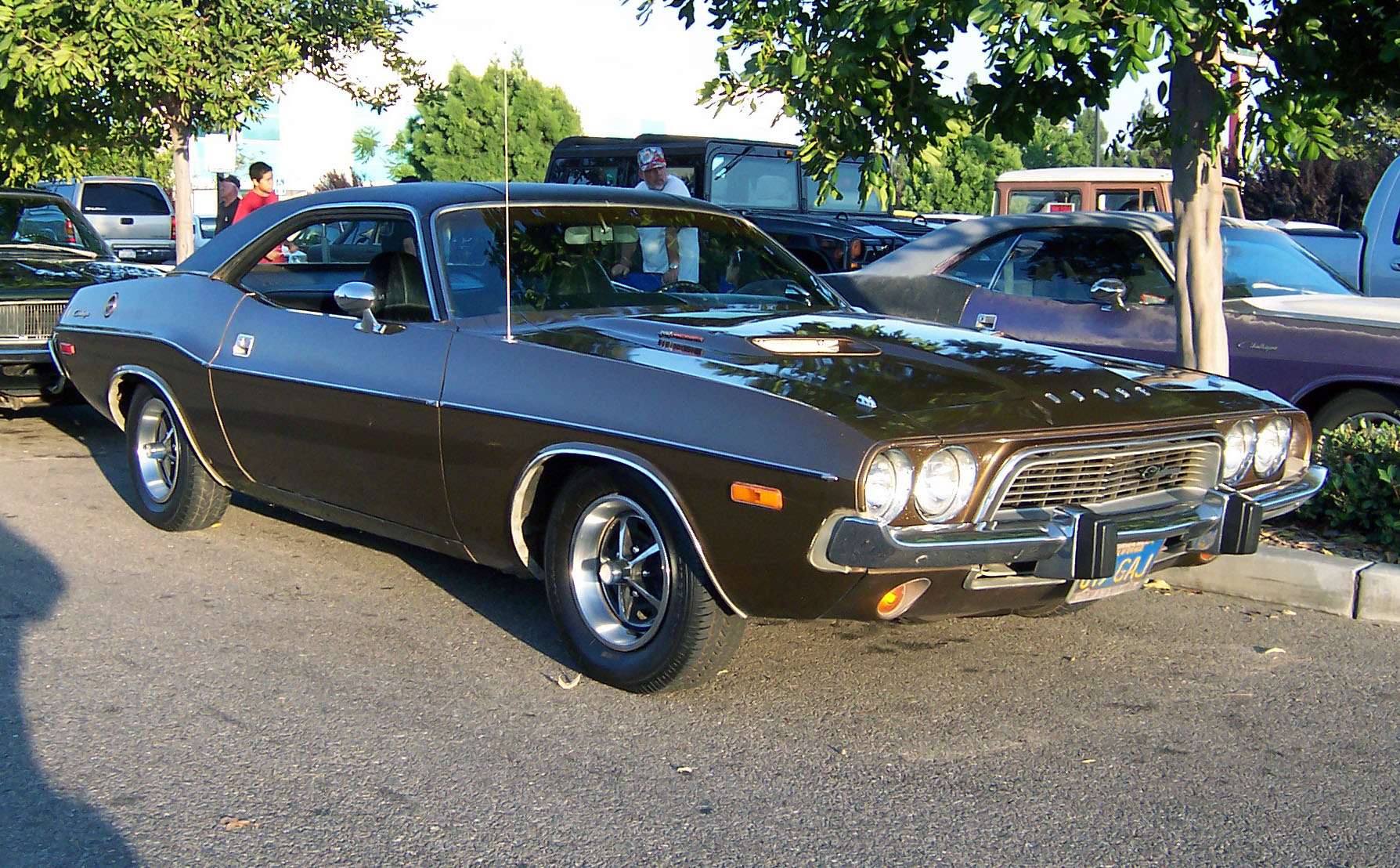
1974-es modell

Már az év elején tudta mindenki a Dodge-nál, hogy valószínűleg ez lesz a Challenger utolsó éve a piacon, ennek ellenére 360-as motorral árulták őket azoknak, akik nagyobb teljesítményű autót kívántak vezetni.  Igaz, hogy az autó csak pár évet élt meg, mégis igazi becsületet, nevet szerzett az izomautók legendái között.

### 2008
A Dodge újra csatába küldte ikonikus modelljét a Chevrolet Camaro és a Ford Mustang ellen. A modellpaletta a 3.5 V6 (253LE), a 3.6 V6 (309LE), R/T (5.7 - 375LE, 6.4 - 485LE), majd 2015.-től a kompresszoros 6.2 literes 797LE-s és a szintén 6.2 literes 840LE-s Hellcat V8 motorokat is kapta.